# Филиков, Александр Яковлевич
Александр Яковлевич Филиков (1908, село Фёдоровка, Таганрогский округ, Область Войска Донского, Российская империя — неизвестно, Ростовская область) — бригадир полеводческой бригады овцеводческого совхоза имени Ленина Министерства совхозов СССР, Джамбулская область, Казахская ССР. Герой Социалистического Труда (1948).

## Биография
Родился в 1908 году в крестьянской семье в селе Фёдоровка Таганрогского округа. В годы Гражданской войны стал сиротой. Во время коллективизации вступил в товарищество по совместной обработке земли. Был избран его председателем. С 1929 года — тракторист колхоза «Труд и Советы». С 1931 года член ВКП(б). Обучался в партийной школе в Таганроге. Служил в Красной Армии. С 1931 по 1933 года — студент Высшей коммунистической сельскохозяйственной школы в Новосибирске. В последующем — начальник политотдела совхоза по работе с комсомолом, с 1937 года — начальник этого же отдела.
В 1944 году отправлен на работу в Казахскую ССР руководить овцеводческим совхозом имени Ленина Луговского района Джамбулской области. За короткое время вывел совхоз число передовых сельскохозяйственный предприятий района.
В 1947 году совхоз сдал государству в среднем с каждого гектара по 31,28 центнера пшеницы с площади 100 гектаров. Указом Президиума Верховного Совета СССР от 3 мая 1948 года удостоен звания Героя Социалистического Труда за «получение высоких урожаев пшеницы в 1947 году» с вручением ордена Ленина и золотой медали «Серп и Молот» (№ 1875).
Этим же указом званием Героя Социалистического Труда были награждены труженики совхоза имени Ленина бригадир Альмухан Абдыманапов, старший механик Алексей Иванович Чижов и звеньевой Тельтай Даутов.
В 1952—1955 годах обучался в школе директоров совхозов в Новочеркасовке. Затем трудился директором Петропавловского, Казанбасского совхозов Кустанайской области. В 1965 году избран председателем исполкома Сулукольского сельсовета Семиозёрного района.
После выхода на пенсию возвратился на родину в Ростовскую область. Дата смерти не установлена.
Награды
- Герой Социалистического Труда
- Орден Ленина
- Орден Трудового Красного Знамени (11.01.1957)
- Медаль «За освоение целинных земель» (20.10.1956)